# Graeteriella unisetigera
Graeteriella unisetigera – gatunek widłonoga z rodziny Cyclopidae. Nazwa naukowa tego gatunku skorupiaków została opublikowana w 1908 roku przez szwajcarskiego zoologa Eduarda Graetera (1881–1957).